# Santa María Pápalo
Santa María Pápalo là một đô thị thuộc bang Oaxaca, México. Năm 2005, dân số của đô thị này là 2087 người.